# 完投
完投 （英語：Complete Games，通常記為CG），是棒球比賽的術語，是指該投手於比賽中，從第一局開始投球到比賽結束（正規賽為九局就分出勝負，如雙方平手，有的聯盟的比賽可以無限延長，直到比出勝負；在中華職業棒球、日本野球協會等聯盟的例行賽若平手僅會延長至第十二局），都沒有換其他投手上場投球，不論最後比賽結果為勝或敗，或者有無失分，均稱完投。
現今基於保護投手，避免因投球數過多造成運動傷害，會限制投手的投球數量，而較少有機會完投。

## 完投勝
主場球隊的先發投手從第一局到第九局皆完成投球，且主場球隊在九個上半局皆能領先，或因平手進入延長賽，先發繼續投球，而球隊在最後半局（十局甚至更後面局數的下半）逆轉比數獲勝，即得完投勝。而客場投手則是完成九個下半局投球，且主場球隊在九局內未取得領先，或在延長賽不分局數的上半局取得領先後，先發投手將該局下半守住，即得完投勝。

## 完封勝
若先發投手完投時，對方沒有任何得分，即可記為完封勝。而先發投手投出未被擊出安打的完封，則會加記為「無安打比賽」，若沒有打者因為任何因素而上壘，如安打、四死球保送及失誤，27上27下，則會加記為「完全比賽」。

## 完投敗
指主場先發投手投完所有局數，或客場先發投手投完原則上的完投局數（若客隊落後，則客隊先發投手的完投會較主隊少一個半局）後，所屬球隊落敗，因為沒有任何中繼投手上場，故敗投責任將會落在先發投手身上，敗戰投手將被記一場「完投敗」。